# Sédum remarquable
Hylotelephium spectabile
Espèce
Classification phylogénétique
Le sédum remarquable (Hylotelephium spectabile — anciennement Sedum spectabile) est une espèce de plantes à fleurs de la famille des crassulacées. C'est une plante vivace originaire d'Asie (Chine, Corée).
On l'appelle aussi orpin ou sédum d'automne.
C'est une plante hyper tolérante et hyperaccumulatrice de certains métaux lourds (plomb, cadmium). 

## Description
Cette plante herbacée vivace succulente à feuilles alternes décussées, simples, dentées peut mesurer jusqu'à 45 cm de haut et large. Elle a des racines charnues.
Les fleurs roses en forme d'étoile sont disposées en larges corymbes plats de 15 cm de diamètre. Elles sont présentes en fin d'été et à l'automne jusqu'aux premiers gels.
La fleur contient cinq nectaires floraux (de type nectaires d'ovaire, formé à partir des cellules externes de l'ovaire). En forme de langue ou de croisant de nouvelle lune, ils sont composés d'épiderme, de tissu nectarifère et d'un faisceau vasculaire exclusivement composé de phome. Situés sur la surface externe de la fleur, chacun à la base d'un carpelle.

## Classification
Autrefois classée dans le genre Sedum, cette espèce a été déplacée vers le genre Hylotelephium, pour devenir Hylotelephium spectabile.

## Utilisations
Plante d'ornement : le Sédum remarquable est très utilisé dans les massifs décoratifs, jardins de rocaille notamment, ou en pot, notamment en Chine où cette plante est très répandue. Sa fleur est utilisée par les fleuristes dans la composition de bouquets.
Plante de laboratoire : facile à cultiver en pot, elle a aussi été très utilisée comme plante de laboratoire où l'on a, par exemple, étudié sa synthèse de sédoheptulose, sa réponse aux engrais, au stress hydrique ou au stress induit par une irrigation par des eaux grises.
Stabilisation de sols arides et verdissement urbain : parmi 5 espèces de Sédums souvent utilisés pour le verdissement urbain, Sedum spectabile semble être celui qui résiste le mieux aux sécheresses
Phytoépuration et phytostabilisation des sols : les effets des métaux lourds sur la plante et leur cinétique dans les parties de la plantes ont été étudiées. Le Sédum remarquable est une plante hypertolérante et d'hyperaccumulatrice de certains métaux lourds (tels que le plomb ou le cadmium, y compris sans ajout de composés chélateurs (EDTA, HEDTA) dans le milieu pour améliorer l'absorption du métal . 
Une expérience a évalué le potentiel de phytoextraction du cadmium (Cd) de deux espèces de sédums (S. spectabile Boreau et S. aizoon L.), ainsi que les effets des engrais N, NP et NPK sur l'absorption de Cd. 

S. spectabile a mieux bioconcentré le cadmium que sa cousine S. aizoon L. ; Ses feuilles en contenait plus que les tiges, elles-mêmes plus contaminées que les racines. La phytoextraction n'a pas été améliorée par les engrais N et NP (pour les 2 espèces de sedum testées), mais la biomasse de S. spectabile a augmenté de 21,2 % en moyenne avec les apports NPK et le Cd a alors été mieux captés dans les tiges de S. spectabile (+24,4 % et 25,4 % par rapport aux engrais N et NP respectivement). Cette plante semble avoir un potentiel pour la phytoépuration et pour la phytostabilisation de sols respectivement pollués et/ou dégradés
Des extraits de feuille ont été testés comme biopesticides (bio insecticide)
Cette espèce a été irradiée avec deux gradients d'intensité (30 et 50 Gy) pour étudier l'effet génétique de l'irradiation sur le génome de la plante. L'utilisation de marqueurs moléculaires ISSR  a montré que la distance génétique entre l'échantillon irradié et l'échantillon témoin a été augmentée, le coefficient de similitude diminuait et le coefficient de variation correspondant augmentait avec l'augmentation de la dose d'irradiation.

## Horticulture, jardins
C'est une plante mellifère couvre-sol de plein soleil tolérante à la sécheresse et au froid (jusqu'à -15 °C une fois bien installée). La croissance est relativement rapide même en sol pauvre et/ou salinisé, y compris avec une irrigation goutte à goutte avec de l'eau salée (testée sur des sols limoneux salins côtierscomme plante de revégétalisation dans la région du Golfe de Bohai).
Ce sédum se multiplie par division au printemps (courant mars), ou par bouturage à l'automne après la floraison.
Pour les besoins de l'industrie horticole, des techniques de culture in vitro ont été mises au point pour cette espèce. Selon Yang et ses collègues (2012) la base des feuilles est l'endroit qui produit les meilleurs explants (par rapport au milieu et au sommet des feuilles) pour la formation des pousses in vitro. 
De nombreux cultivars en ont été produits. 'Brilliant' a remporté le Royal Horticultural Society's Award of Garden Merit.
La plante se montrait naturellement résistante à de nombreux phytopathogènes, mais depuis le milieu des années 1990, des infections à l'oïdium ont été signalées de manière répétée sur cette espèce aux Etats-Unis, et une première description scientifique d'une infection par un Erysiphe (Erysiphe sedi) sur cette espèce date de 2001.